# Philipp von Hoyenberg
Philipp Freiherr von Hoyenberg (* 1969 in Wuppertal) ist ein deutscher Notar und Rechtswissenschaftler.
Von Hoyenberg studierte Rechtswissenschaft in Freiburg, Heidelberg und der Georgetown University in Washington, D.C. Nach dem Referendariat am Kammergericht in Berlin war er zunächst als Rechtsanwalt in Berlin und Washington, D.C. bei der internationalen Rechtsanwaltskanzlei WilmerHale tätig. 2010 wurde er zum Notar in Wuppertal-Elberfeld bestellt.
Nach seiner Promotion (Heidelberg, 1994) veröffentlichte er regelmäßig, vor allem im Gesellschaftsrecht und Erbrecht. Er ist unter anderem Autor der Beck-Rechtsberater im dtv zu den Themen Unternehmenskauf und Aktiengesellschaften. Im Münchener Vertragshandbuch ist er Autor des Abschnitts Unternehmenskauf. Darüber hinaus ist sein Buch „Vorweggenommene Erbfolge“ 2010 im Verlag C. H. Beck erschienen.
Von Hoyenberg ist Vorsitzender des Kuratoriums der Bürgerstiftung für Kinder in Wuppertal und Mitglied im Beirat des Zoo-Vereins Wuppertal.

## Werke
- Vorweggenommene Erbfolge (Recht, Steuern, Formulare), Verlag C.H. Beck, 1. Aufl. 2010, ISBN 978-3-406-57336-1
- Unternehmenskauf und -verkauf, Verlag C.H. Beck (Beck Rechtsberater im dtv), 1. Aufl. 2007, ISBN 3-406-54707-9
- Aktiengesellschaften, Verlag C.H. Beck (Beck-Rechtsberater im dtv), 2. Aufl., München 2006, ISBN 978-3-406-55188-8
- Das Bekenntnis des deutschen Volkes zu den Menschenrechten in Art. 1 Abs. 2 GG, Nomos-Universitätsschriften, Recht, 1997, ISBN 3-7890-4768-6